# Rolando Blackburn
Rolando Manrique Blackburn Ortega (* 9. ledna 1990 v Tauru) je panamský fotbalový útočník, v současnosti působí v C.S.D. Comunicaciones. Mimo Panamy působil v Guatemale a na Slovensku.

## Klubová kariéra
Svoji fotbalovou kariéru zahájil v Tauro F.C., odkud se přes Juventud Retalteca dostal v roce 2011 do Chorrillo F.C. V letech 2012-2013 působil na hostování v Senici. Po 18 měsících se vrátil zpět do Chorrilla. Před ročníkem 2014/15 přestoupil do C.S.D. Comunicaciones.